# شعبان
شعبان یا شَعبان المُعَظّم (به عربی: شعبان) هشتمین ماه در گاه‌شماری هجری قمری است. ماه شعبان، از عزیزترین ماه‌های اسلامی است و به ماه پیامبر اسلام مشهور است. در این ماه اعمال عبادی زیادی به مسلمانان از جمله استغفار و روزه داری و صدقه دادن و‌... توصیه شده‌است.

## مناسبت‌ها
- ۲ - ولادت رقیه بنت حسین، دختر سومین امام شیعه (۵۷ قمری)
- ۳ - ولادت حسین بن علی، سومین امام شیعه (۴ قمری)
  - روز پاسدار (در ایران)
- ۴ - ولادت عباس بن علی، برادر حسین (سومین امام شیعه) (۲۶ قمری)
  - روز جانباز (در ایران)
- ۵ - ولادت علی بن حسین، چهارمین امام شیعه دوازده امامی (۳۸ قمری)
- ۸ - ولادت قاسم بن حسن، (۴۷ (قمری)
- ۱۱ - ولادت علی‌اکبر، فرزند حسین (سومین امام شیعه) (۳۳ قمری)
  - روز جوان و روز پسر (در ایران)
- ۱۵ - ولادت حجت بن حسن، دوازدهمین و آخرین امام شیعه دوازده امامی (۲۵۵ قمری)
  - روز مستضعفین (در ایران)
- ۲۶ - درگذشت ابن کثیر (۷۴۴ قمری)[۱]
- واجب شدن روزه رمضان در سال دوم هجری[۲]

## زادروزها
١٥
- ١٢١٩ - ملا محمد اشرفی - (درگذشت ١ رمضان ١٣١٥ قمری) مرجع تقلید و فقیه شیعه قرن ١٣ قمری - لترگاز بهشهر[۳]